# Ćmielów (gmina)
Ćmielów est une gmina mixte du powiat de Ostrowiec, Sainte-Croix, dans le centre-sud de la Pologne. Son siège est la ville de Ćmielów, qui se situe environ 10 km au sud-est d'Ostrowiec Świętokrzyski et 64 km à l'est de la capitale régionale Kielce.
La gmina couvre une superficie de 117,7 km2 pour une population de 7 504 habitants (2016).

## Géographie
Outre la ville de Ćmielów, la gmina inclut les villages de Boria, Borownia, Brzóstowa, Buszkowice, Czarna Glina, Drzenkowice, Glinka, Grójec, Jastków, Krzczonowice, Łysowody, Piaski Brzóstowskie, Podgórze, Podgrodzie, Przeuszyn, Ruda Kościelna, Stare Stoki, Stoki Duże, Stoki Małe, Trębanów, Wiktoryn, Wojnowice, Wola Grójecka et Wólka Wojnowska.
La gmina borde les gminy de Bałtów, Bodzechów, Opatów, Ożarów, Sadowie, Tarłów et Wojciechowice.